# جانيت سكودر

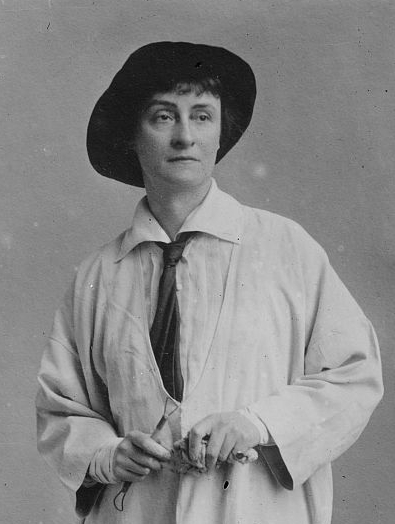
Jeanette Scoder

جانيت سكودر (27 أكتوبر 1869-9 يونيو 1940)، اسمها عند الولادة نيتا ديويزي فرازي سكودر، نحاتة ورسامة أمريكية من تير هوت، إنديانا، اشتهرت بمنحوتاتها التذكارية، وفن تصوير النقوش البارزة، والميداليات الشخصية، وكذلك منحوتات الحدائق والنوافير. كانت أول طلبية رئيسية لها تصميم ختم نقابة المحامين في نيويورك نحو عام 1896. نحتت سكودر نافورة الضفدع (1901) والتي قادتها إلى سلسلة التماثيل والنوافير التي اشتهرت بها. تضمنت الطلبيات اللاحقة ميدالية الكونغرس الذهبية لتكريم دوميسيو دا جاما (سفير البرازيل لدى الولايات المتحدة) وميدالية تذكارية لمئوية إنديانا في عام 1916. عرضت سكودر أيضًا أعمالها في العديد من المعارض الوطنية والدولية في الولايات المتحدة وأوروبا من أواخر تسعينيات القرن التاسع عشر إلى أواخر ثلاثينيات القرن العشرين. نُشرت السيرة الذاتية لسكودر، نمذجة حياتي، في عام 1925.
تلقت سكودر تدريبًا فنيًا في أكاديمية الفنون في سينسيناتي في 1887-1889 و1890-1891، وفي معهد شيكاغو للفنون في 1891-1892. بالإضافة إلى ذلك، عملت مساعدة للورادو تافت خلال الاستعدادات للمعرض الكولومبي العالمي في شيكاغو، في عام 1892-1893، ومع فريدريك دبليو. ماكمونيس في باريس، فرنسا في عام 1894-1896، بينما واصلت دراستها الفنية في أكاديمية فيتي وأكاديمية كولاروسي. كان سكودر عضوًا في جمعية حق النساء في التصويت في ولاية نيويورك، وهي اللجنة الفنية للجمعية الوطنية الأمريكية للمطالبة بحق المرأة في الاقتراع، وفي عام 1920 انتخِبت مساعدًا في الأكاديمية الوطنية للتصميم. حصلت سكودر على لقب رتبة فارس من جوقة الشرف الفرنسية في عام 1925 لعملها الإغاثي كمتطوعة في الصليب الأحمر في فرنسا خلال الحرب العالمية الأولى.
حصلت سكودر على العديد من المكافآت والجوائز عن أعمالها الفنية، بما في ذلك الميدالية البرونزية عن المعرض الكولومبي العالمي عام 1893، وميدالية برونزية عن معرض شراء لويزيانا عام 1904، وميدالية فضية عن معرض بنما والمحيط الهادئ الدولي عام 1915، وميدالية فضية عن المعرض الدولي عام 1937. مُثلت أعمالها في مجموعات متحف أورسي في متحف الفن الحديث في باريس في فرنسا، وفي الولايات المتحدة في مكتبة الكونغرس، ومتحف متروبوليتان للفنون، ومعهد الفنون في شيكاغو، معهد بيبودي وحدائق بروكغرين، ومكتبة هنتنغتون، ومعرض الفنون والحدائق النباتية ومتحف إنديانابوليس للفنون، متحف ولاية إنديانا، وجمعية إنديانا التاريخية، ومتحف سوب للفنون، ومتحف ريتشموند للفنون.

## الحياة المهنية

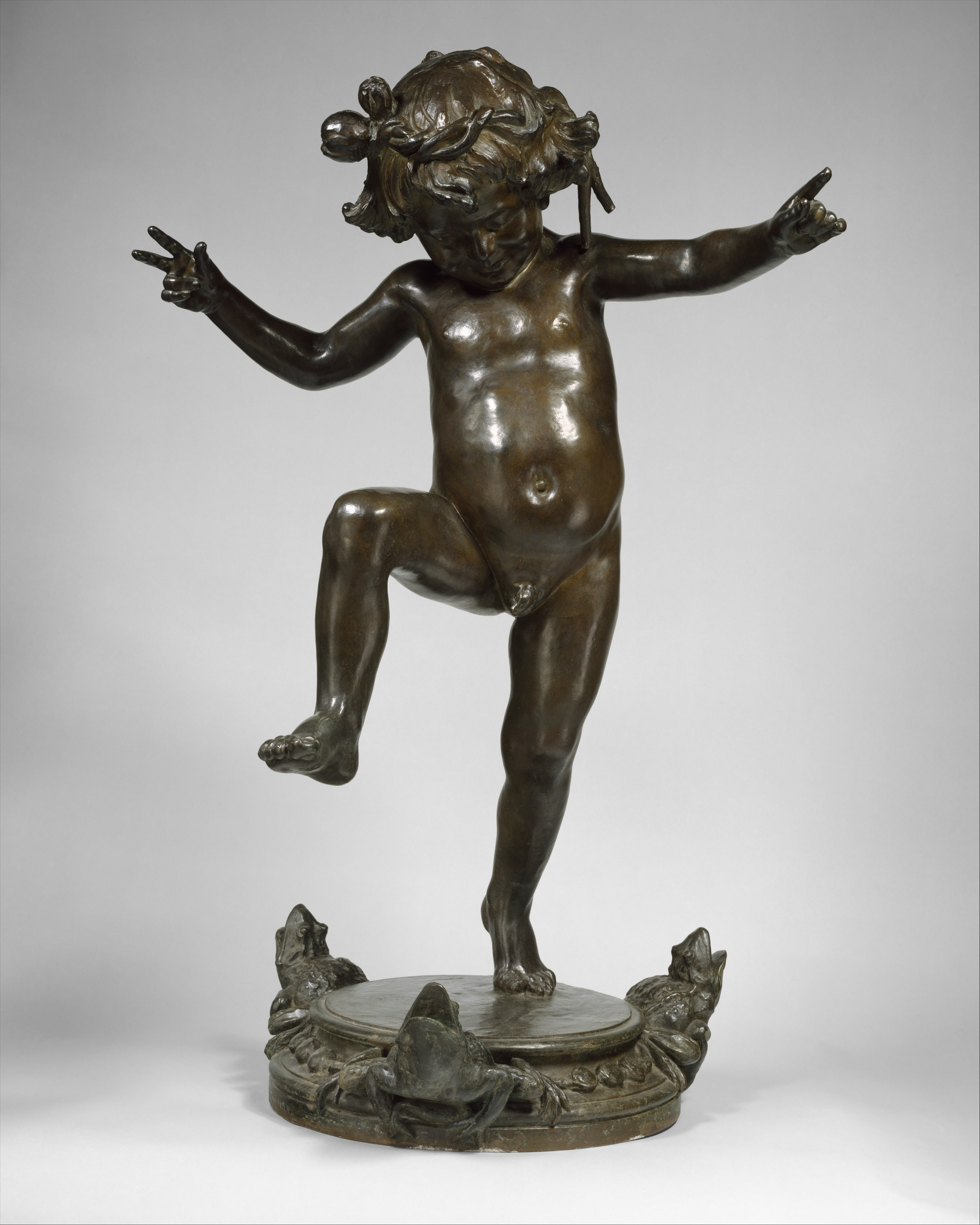
نافورة الضفدع

### السنوات الأولى كنحاتة
بعد انتقالها إلى شيكاغو في عام 1891، اعتزمت سكودر كسب لقمة العيش من عملها في فن حفر الخشب، وعملت لفترة وجيزة في مصنع أثاث أنتج الزخارف المعمارية. تركت العمل لأن النقابة لم تسمح بعضوية النساء. في 1892-1893 وجدت سكودر عملًا مع النحات لورادو تافت كأحد مساعديه، وحصل على 5 دولارات أمريكية في اليوم مقابل عملها على المنحوتات الضخمة للمعرض الكولومبي العالمي القادم في شيكاغو. كانت سكودر واحدة من مجموعة من النحاتات والمساعدات العاملات لدى تافت اللواتي لقبن «بالأرانب البيضاء». كُلفت سكودر أيضًا بإنشاء تمثال العدالة لمبنى إلينوي للمعرض، وصممت تمثال حورية واباش لمبنى إنديانا في المعرض. لعملها في المعرض، فازت سكودر بميدالية برونزية، بالإضافة إلى 1000 دولار أمريكي من مواطني تيري هوت، الذين توقعوا عرض تمثال الحورية في مكتبة المدينة.
بعد رؤية نافورة فريدريك دبليو. ماكمونيس «بارجة الدولة» في المعرض العالمي، قررت سكودر الذهاب إلى باريس عام 1894، على أمل الدراسة معه. سافرت سكودر إلى فرنسا مع زولمي تافت (أخت لورادو تافت) وأقنعت ماكمونيس بتوظيفها. في سن الخامسة والعشرين، أصبحت سكودر أول امرأة يوظفها في مشغله. ساعدت سكودر ماكمونيس في مشاريع مثل شكسبير لمكتبة الكونغرس في واشنطن العاصمة، بالإضافة إلى الدراسة في أكاديمية فيتي وأكاديمية كولاروسي. غادرت سكودر فجأة استوديو ماكمونيس في باريس في عام 1896، بعد أن أوحى زميل لها برداءة عملها. عادت إلى الولايات المتحدة وحاولت دون جدوى العثور على عمل كنحاتة في استوديو أوغسطس سان غودانس في مدينة نيويورك.

### الطلبية الرئيسية الأولى
حصلت سكودر على أول طلبية رئيسية لها في عام 1894، من خلال صداقتها مع زميلتها في كلية الفنون ماتيلدا أوشينكلوس براونيل، التي التقت بها خلال رحلتها إلى الوطن من فرنسا، ووالد براونيل، سيلاس بي. براونيل، سكرتير نقابة المحامين في نيويورك منذ عام 1878 وحتى عام 1916. حصلت على مبلغ 750 دولارًا لتصميمها ختم نقابة المحامين في نيويورك، ما أتاح لها الانتقال إلى مكان أفضل في المدينة. فتح المشروع لها أبوابًا للعمل المستمر في صناعة اللوحات، والميداليات الشخصية، والزخرفة المعمارية، والجرار الجنائزية، فضلًا عن النحت. برعت سكودر بشكل خاص في فن تصوير النقوش البارزة، والذي أصبح تخصصًا.

### العودة إلى أوروبا
في عام 1898 عادت سكودر إلى باريس لمزيد من التدريب، واستأنفت دروس الرسم في أكاديمية كولاروسي. برفقة براونيل وخادمتها، أمضت النساء الثلاث عدة سنوات في منزل في حي مونبارناس في باريس. أمضت سكودر وبراونيل أيضًا شتاء 1899-1900 في إيطاليا، حيث وجدت سكودر إلهامًا جديدًا في تماثيل نافورة الزينة في فلورنسا، ومنحوتات عصر النهضة الإيطالية، وخاصة منحوتات دوناتيلو في متحف بارجيلو والتماثيل الشيروبيم لفروكيو في قصر فيكيو.

### نافورة الضفدع
بعد زيارتها لإيطاليا، عادت سكودر إلى باريس في عام 1900 وبدأت في صنع منحوتات ونوافير مسلية تصور أطفالًا مفعمين بالحيوية، وأطلقت عليها اسم «أطفال الماء». بدأت سكودر حياتها المهنية كصانعة غزيرة الإنتاج وناجحة لنوافير وحدائق الزينة بعد صنعها لنافورة الضفدع عام 1901، وهي عبارة عن شكل لطفل صغير ينظر إلى ضفدع. أحضرت سكودر نافورة الضفدع إلى مدينة نيويورك، وهناك اشترى المهندس المعماري ستانفورد وايت نسخًا برونزية منها لممتلكاته في لونغ آيلند.
كانت نافورة الضفدع أول أعمالها في سلسلة منحوتات حدائق الزينة. أنتجت سكودر خمس نسخ من هذه النافورة، وآخرها صنع لمتحف متروبوليتان للفنون في مدينة نيويورك. قُدمت إحدى النسخ البرونزية الأخرى لنافورة الضفدع المصممة لحديقة في شرق الولايات المتحدة إلى نادي قسم المرأة في إنديانابوليس، إنديانا، في عام 1928. عندما بيع نادي المجموعة في عام 1964، تبرعوا بالمنحوتة لمتحف إنديانابوليس للفنون. توجد نسختان برونزية أخرى في أراضي المساكن الخاصة في ستونينغتون، كونيتيكت، وبار هاربور، مين، ولكن الجص الأصلي لنافورة الضفدع دُمر.
صُبت العديد من النسخ الأصغر من التمثال (6 بوصات (15 سم)، و12.25 بوصة (31.1 سم)، و18.5 بوصة (47 سم) ارتفاعًا) من البرونز والمخصصة لقاعات الاستقبال أو قطع النافورة. في عام 1905 كلِف ستانفورد وايت بإصدار نسخة رخامية من نافورة الضفدع مع عشب البوط لعقار جيمس لورانس بريس في ساوثهامبتون، نيويورك، ويسمى الآن عقار وايتفيلد (وحدات سكنية) لكن موقع تمثال نافورة الطفل الضفدع غير واضح.

### أعمال بارزة أخرى
ساهمت سكودر بشخصية زخرفية تمثل الموسيقى في معرض باريس عام 1900، وأنشأت نسخًا أخرى من نوافير الحدائق، وأبرزها نافورة السلحفاة (1908) وديانا الشابة، ونالت هذه الأخيرة إشادة شرفية في صالون (باريس) عام 1911. أصبح ستانفورد وايت أصبح صديقًا شخصيًا لها، وطلب بانتظام منحوتات منها حتى وفاته في عام 1906. ابتكرت ما لا يقل عن ثلاثين نافورة كطلبيات لمنازل الأثرياء الأمريكيين. من بين هذه الطلبيات نافورة البان بايب (1911) لجون روكفلر، ونافورة الصدفة (1913) لإديث روكفلر ماكورميك، وأعمال أخرى لهنري هنتنغتون.